# Mourad Zaghouan
Mourad Zaghouan, né le 1er mai 1969, est un judoka tunisien.

## Carrière
Mourad Zaghouan est médaillé de bronze dans la catégorie des plus de 95 kg aux Jeux africains de 1991 au Caire puis médaillé d'or toutes catégories aux championnats d'Afrique 1993 dans la même ville. Aux championnats d'Afrique 1997 à Casablanca, il obtient la médaille d'argent toutes catégories et la médaille de bronze dans la catégorie des moins de 95 kg.
Aux championnats d'Afrique 1998 à Dakar, il est médaillé de bronze dans la catégorie des moins de 100 kg.